# Куис, Динос
Динос Куис (греч. Ντίνος Κούης; род. 23 ноября 1955, Ксилополис) — греческий футболист, центральный полузащитник. Известен по игре за «Арис» из Салоников

## Клубная карьера
Куис переехал в Салоники со своей семьей в возрасте десяти лет, а свою футбольную карьеру начал, играя за «Агротикос Асерас» в 1970 году. В 1974 году он перешел в «Арис» (Салоники). В составе «чёрно-желтых» он сразу же стал постоянным игроком стартового состава, сначала как центральный полузащитник, а затем как атакующий полузащитник.
Он дебютировал 6 октября 1974 года в победном дерби против «ПАОК» (2:1), заменив Клеантис Викелидис. Он был одним из ключевых игроков «Ариса» в конце 1970-х и начале 1980-х годов вместе с Гиоргосом Фойросом, Теодоросом Палласом и Георгиосом Семертидисом.
Его прощальный матч состоялся 3 февраля 1991 года в матче национального чемпионата против «Олимпиакоса». Он играл на протяжении 16 лет и оставил свой след в греческом футболе, приняв участие в 473 матчах Альфа Этники и забив 142 гола. Среди его достижений — лучший бомбардир лиги в 1981 году с 21 голом.

## Карьера за сборную
Дебют за национальную сборную Греции состоялся 21 марта 1979 года в проигрышном товарищеском матче против сборной Румынии (0:3), в котором вышел в стартовом составе. Был включён в состав на чемпионат Европы 1980 в Италии, где сыграл во всех 3 матчах групповой стадии. Всего Куис сыграл за сборную 33 матча и забил 7 голов.

### Голы за сборную
| № | Дата             | Место                                         | Соперник     | Счёт | Результат | Турнир                  |
| - | ---------------- | --------------------------------------------- | ------------ | ---- | --------- | ----------------------- |
| 1 | 15 октября 1980  | Идрэтспаркен, Копенгаген, Дания               | Дания        | 0:1  | 0:1       | Квалификация на ЧМ 1982 |
| 2 | 28 января 1981   | Харилау, Салоники, Греция                     | Люксембург   | 1:0  | 2:0       | Квалификация на ЧМ 1982 |
| 3 | 11 марта 1981    | Муниципальный стадион, Люксембург, Люксембург | Люксембург   | 0:1  | 0:2       | Квалификация на ЧМ 1982 |
| 4 | 23 сентября 1981 | Харилау, Салоники, Греция                     | Швеция       | 2:0  | 2:1       | Товарищеский матч       |
| 5 | 14 октября 1981  | Харилау, Салоники, Греция                     | Дания        | 2:3  | 2:3       | Квалификация на ЧМ 1982 |
| 6 | 14 ноября 1981   | Витторио Поццо, Турин, Италия                 | Италия       | 1:1  | 1:1       | Квалификация на ЧМ 1982 |
| 7 | 24 марта 1982    | Филипс, Эйндховен, Нидерланды                 | Чехословакия | 0:1  | 2:1       | Товарищеский матч       |

## Достижения

### Индивидуальные
- Лучший бомбардир чемпионата Греции: 1980/81